# Polycyrtus subtenuis
Polycyrtus subtenuis är en stekelart som först beskrevs av Cresson 1865.  Polycyrtus subtenuis ingår i släktet Polycyrtus och familjen brokparasitsteklar. Inga underarter finns listade i Catalogue of Life.